# Compagnia del Bigallo

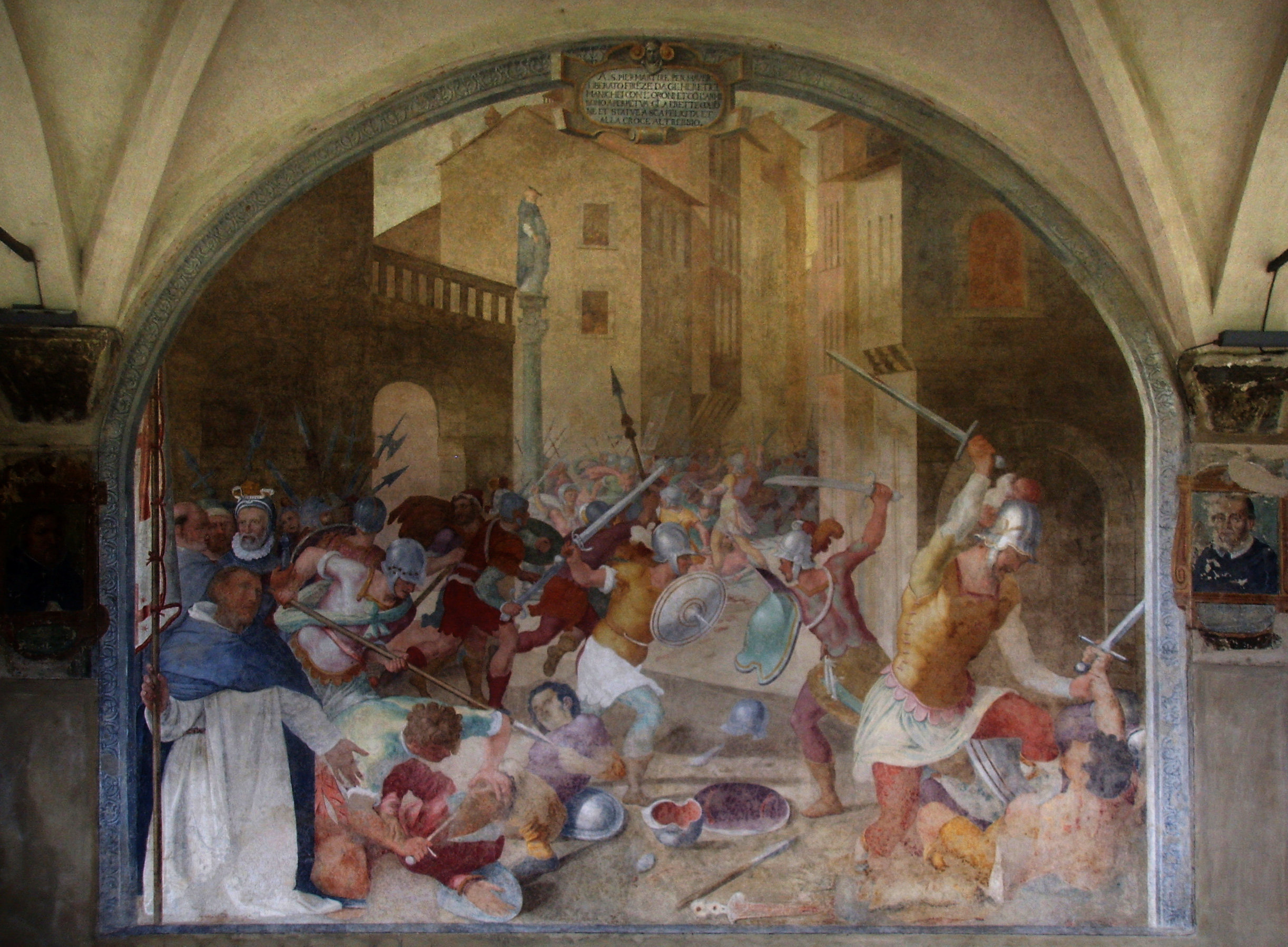
La battaglia tra cattolici ed eretici al tempo di san Pietro martire, Lorenzo Sciorina, affresco nel Chiostro Grande di Santa Maria Novella, Firenze

La Compagnia del Bigallo (anche conosciuta come Confraternita del Bigallo) era un'associazione religiosa di laici fondata a Firenze, nel 1244, dall'inquisitore domenicano Fra Pietro da Verona, allo scopo di costituire una "milizia della fede" (miles fidei) per sradicare l'eresia dei Càtari. Nacque dalla compagnia di Santa Maria Maggiore, prendendo il nome dallo Spedale del Bigallo di Bagno a Ripoli da essa posseduto e gestito.
Nell'anno di fondazione, le milizie della fede vennero impiegate nei sanguinosi scontri del Trebbio e di Santa Felicita, con i quali fu stroncata la rivolta patarina di Firenze.
Abbandonata l'iniziale struttura militare, si trasformò in compagnia con finalità caritative.
Dal 1425 al 1489 la Compagnia del Bigallo si unì alla Compagnia della Misericordia, dalla quale ereditò l'edificio, prospiciente il duomo di Firenze, con la famosa loggetta che ne prese il nome.